# Немецкая евангелическая церковь
Немецкая евангелическая церковь (нем. Deutsche Evangelische Kirche) — союз лютеранских, кальвинистских и унионистских (объединяющих лютеранские и кальвинистские приходы) церквей Германии в 1933-1945 гг.

## История
11 июля 1933 года была принята конституция Немецкой евангелической церкви. Создана 14 июля 1933 постановлением рейхстага на базе Союза немецких евангелических церквей. В церкви стала активно внедряться идеология «немецкого христианства». Первым рейхсъепископом 27 сентября 1933 стал Людвиг Мюллер. К июлю 1934 года комиссар Йегер унифицировал 22 из 28 евангелических церквей. Попытки подчинить церкви Баварии и Вюртемберга осенью 1934 года закончились скандалом. В Далеме 19—20 октября 1934 года было провозглашено юридическое отделение от Имперской Исповедующей церкви, которая объявила нацистский режим дьявольским. 
В июле 1935 года по указанию Гитлера было создано Рейхсминистерство по делам церкви (нем. Reichsministerium für die Kirchlichen Angelegenheiten) под руководством Ганса Керля, чуть позже Имперский церковный комитет (Reichskirchenausschuss) во главе с В. Цёльнером (нем. Wilhelm Zoellner). В 1937 году прокатилась волна гонений со стороны немецкого государства против оппозиционной ему части протестантов. Арестован был Мартин Нимёллер. 12 февраля 1937 года Цёльнер покинул пост в церковном комитете, жалуясь на то, что его работа саботируется министром по делам церкви. К концу 1937 доктор Керль склонил ганноверского епископа Мараренса (нем. August Marahrens) публично объявить следующее:
Национал-социалистическая концепция жизни – это национальное и политическое учение, которое обусловливает и характеризует зрелость Германии. Раз так, она обязательна и для христиан Германии.
Весной 1938 епископ Мараренс сделал последний шаг, приказав всем пасторам своей епархии лично поклясться в преданности фюреру. В короткий срок подавляющее большинство протестантского духовенства официально и морально связало себя клятвой подчиняться указаниям диктатора. В феврале 1939 года земельные церкви Тюрингии, Саксонии и Мекленбург-Шверина приняли закон, согласно которому предписывалось отстранение евреев от протестантской церкви. Их приём в церковь запрещался. В выпущенном по случаю начала Второй мировой войны обращении говорилось, что Евангелическая церковь «в этот час объединяется с нашим народом в молитвах перед Богом за фюрера и рейх, за весь вермахт и всех, кто выполняет свой долг перед родиной».
Теология строилась на «ариизации» христианства и преодолении[прояснить] Ветхого Завета. Христос объявлялся «нордическим героем», пострадавшим от евреев.

## Руководство
- Национальный синод (Nationalsynode);
- Имперский епископ (Reichsbischof)[3].

## Земельные церкви
- Евангелическая церковь Анхальта (Evangelische Landeskirche Anhalts) (Анхальт)
- Евангелическая церковь Бадена (Evangelische Landeskirche in Baden) (Баден)
- Евангелическо-лютернанская церковь Баварии (Evangelisch-Lutherische Kirche in Bayern) (Бавария)
- Евангелическо-лютеранская церковь ольденбургского округа Биркенфельд (Evangelische Landeskirche im oldenburgischen Landesteil Birkenfeld) (Округ Биркенфельд Ольденбурга)
- Евангелическо-лютеранская церковь Брауншвейга (Evangelisch-lutherische Landeskirche in Braunschweig) (Брауншвейг)
- Бременская евангелическая церковь (Bremische Evangelische Kirche) (Бремен)
- Евангелическая церковь в Гессене и Нассау (Evangelische Kirche in Hessen und Nassau) (округ Висбаден Гессен-Нассау)
- Евангелическая церковь Кургессена-Вальдека (Evangelische Kirche von Kurhessen-Waldeck) (округ Кассель Гессен-Нассау)
- Евангелическо-лютеранская церковь Гамбурга (Evangelisch-Lutherische Kirche im Hamburgischen Staate) (Гамбург)
- Евангелическо-лютеранская церковь Ганновера (Evangelisch-Lutherische Landeskirche Hannovers) (Ганновер)
- Церковь Липпе (Lippische Landeskirche) (Липпе)
- Евангелическо-лютеранская церковь ольденбургского округа Любек (Evangelisch-Lutherische Landeskirche des oldenburgischen Landesteils Lübeck) (Округ Любек Ольденбурга)
- Евангелическо-лютеранская церковь Любека (Evangelisch-Lutherische Kirche im Lübeckischen Staate) (Любек)
- Евангелическо-лютеранская церковь Мекленбурга (Evangelisch-lutherische Kirche von Mecklenburg-Schwerin) (Мекленбург)
- Евангелическо-лютеранская церковь Ольденбурга (Evangelisch-Lutherische Kirche in Oldenburg) (Ольденбург)
- Евангелическая церковь Пфальца (Evangelische Kirche der Pfalz) (Округ Пфальц Баварии)
- Евангелическая церковь Старо-прусской унии (Evangelische Kirche der altpreußischen Union) (Пруссия)
- Евангелическо-лютеранская церковь Саксонии (Evangelisch-Lutherische Landeskirche Sachsens) (Саксония)
- Евангелическо-лютеранская церковь Шаумбург-Липпе (Evangelisch-Lutherische Landeskirche Schaumburg-Lippe) (Шаумбург-Липпе)
- Евангелическо-лютеранская церковь Шлезвиг-Гольштейна (Evangelisch-Lutherische Landeskirche Schleswig-Holstein) (Шлезвиг-Гольштейн)
- Тюрингская евангелическая церковь (Thüringer evangelische Kirche) (Тюрингия)
- Евангелическая церковь Вюртемберга (Evangelische Landeskirche in Württemberg) (Вюртемберг)
- Евангелическо-реформатская церковь Провинции Ганновер (Evangelisch-reformierte Landeskirche der Provinz Hannover)
- Евангелическая церковь Аугсбургского и Гельветского исповедания Австрии (Evangelische Kirche A.u.H.B. in Österreich) (Австрия)
- с 1938 года - Немецкая евангелическую церковь Судетского Края и Протектората (Deutsche Evangelische Kirche im Sudetengau und im Protektorat)[4], часть территории Чехословакии, т. н. «Рейхсгау Судетенланд» и «Рейхспротекторат Богемия Мораввия»;
- с 1939 года - Церковная территория Данциг-Западная Пруссия (Kirchengebiet Danzig-Westpreußen) (часть территории Польши и Вольный город Данциг, т. н. «Рейхсгау Данциг-Западная Пруссия»);
- с 1939 года - Евангелическая церковь Вартеланда (Evangelische Kirche im Wartheland) (часть территории Польши, т. н. «Рейхсгау Вартеланд»).